# 満鮮史
満鮮史 / 満鮮史観（まんせんし / まんせんしかん）は、中国東北部の満洲と朝鮮半島をつながった地域ととらえる歴史観、あるいはその歴史観に基づいて戦前期の日本を中心に行われた歴史研究のことである。

## 概要
「満鮮史」とは、戦前日本の東洋学・東洋史学においてはメジャーな研究部門であり、満鮮史観すなわち満洲史と朝鮮史は一体であるという歴史観に基づくものであった。満鮮史の誕生は、1908年に南満洲鉄道東京支社内に設置された満洲・朝鮮を研究する「満鮮地理歴史調査室」に遡り、1915年に同調査室が廃止されると、その研究は東京帝国大学に移管され、『満鮮地理歴史研究報告』16冊分の研究成果を生むが、1945年の敗戦によって満洲国が崩壊し朝鮮が解放されると満鮮史は衰退した。

## 主な満鮮史研究者
1908年より満鉄東京支社嘱託・満鮮地理歴史調査室の満洲朝鮮歴史地理調査部門において研究をした白鳥庫吉、津田左右吉、松井等、稲葉岩吉、池内宏、箭内亘、和田清、朝鮮総督府の朝鮮史編修会において研究をした今西龍、瀬野馬熊、黒板勝美、小田省吾、藤田亮策、末松保和、田保橋潔など。

## 批判
現代韓国の研究者からは、満鮮史は朝鮮が中国の満洲を領有する主権を行使できなくするために編み出されたものであり、中国史から満洲史を分離させて朝鮮史と束ねることにより、日本の満洲支配の合理的理由を歴史学的に示すとともに、朝鮮史の独自性・自主性を消失させる典型的な植民史観の一つであり、「日本の東洋学者が日本の大陸政策すなわち満韓経営に直接的かつ組織的に関わって生み出されたもの」として厳しく指弾されている。それによると満鮮史研究者たちは、朝鮮史研究の重点を古代史に設定して、朝鮮民族の発展史には関心を持たず、朝鮮史を日本の満洲進出という視覚からのみとらえ、植民史観である日鮮同祖論を批判しながら、植民史観である他律性史観が満鮮史観に根差していることを認識できず、満鮮史研究者の稲葉岩吉が「朝鮮半島に起きた大事件は皆一様に東亜全局の問題の表れであることを言っておきたい」と主張していることからも、満鮮史が朝鮮史の自主的発展を否定することにより、他律性史観を生み出したという。
戦後日本では、朝鮮史研究者から満鮮史に対する批判がなされ、戦後日本の朝鮮史研究をリードしたと評価されている旗田巍は、朝鮮史の自主的・主体的発展を否定することにより、朝鮮史研究に歪みをもたらしたと批判した。旗田によると、満鮮史観とは、「朝鮮史の自主的発展を疑うような考え」のことであるという。
旗田は、稲葉岩吉が満鮮史観の立場上、朝鮮の歴史の「自主的発展」を認めず、朝鮮歴代の王家は、満洲あるいは大陸からの敗残者が朝鮮に逃げこんだものであり、檀君神話に基づく「民族的主張」に反対したと批判している。 
旗田が満鮮史を批判したのは、朝鮮史の自主的発展を過小評価したからであり、必ずしも朝鮮一国だけで歴史をとらる一国史観を正しいと考えていたわけではないという。それによると、旗田は、北朝鮮の朝鮮社会科学院刊行の『朝鮮文化史』を一国史観であり、日本の研究者は北朝鮮歴史学界の一国史観をそのまま受け入れるのではなく、朝鮮文化をアジアのなかに位置付けなければならいと戒めていたという。
主な批判
1. 日本の進出対象であった満洲と朝鮮の不可分性を主張することによって、日本の満洲と朝鮮進出を正当化する目的があった[12][13]。
2. 歴史的な考察ではなく、日本の朝鮮支配と関連して満洲と朝鮮は一体という結論があり、それを説明するために提唱された[14][13]。
3. 朝鮮史は朝鮮民族の歴史であるため、満洲と朝鮮を一体とした歴史観は成立できず、朝鮮民族は統一新羅以後、満洲人とは異なる歴史がある[6][13]。

## 再評価
旗田の満鮮史批判が、朝鮮と中国東北史の関係を断ち切らせてしまい、戦後日本や韓国の朝鮮史研究が、朝鮮の歴史を朝鮮一国だけで考察する一国史観に閉じ込めたという主張がある。
浜田耕策は、韓国の学界では、百済は倭国へ文化を伝来したという優越論が根強いが、それらは百済の背後にある中国との相互関係に目を向けることの弱さから生まれた優越論であり、「東アジアにおける韓国古代史の視点が弱いといわざるを得ない」と述べている。
中野耕太は、朝鮮と中国東北史の関係が排除・断絶され、朝鮮史を朝鮮一国だけでとらえることにより「自国中心の歴史認識」の基盤が形成され、朝鮮史を東アジア史でとらえることができなくなり、朝鮮史が中国から影響を受けたこと、朝鮮が中国から文化・文明をもたらされたこと、朝鮮史における中国人士の活動などが唾棄され、中国―朝鮮の宗主国―属国関係、支配―被支配関係をとらえることができなくなり、戦後の韓国人による韓国史研究が韓国でしか認められないようなナショナリスティックな歴史観を生み出し（例えば韓国の歴史教科書が記述している、檀君は実在した・檀君は実在したが箕子は実在しなかった・衛満は朝鮮人だった・楽浪郡は北京・遼東にあった・新羅の建国年は紀元前57年だった・遼西に百済領があった・渤海は朝鮮の国だった）、そのような歴史観が「竹島問題」「高句麗論争」「渤海国論争」など他国と軋轢を生む結果となり、したがって戦後日本や韓国の朝鮮史研究の一国史観に対する反省とそこからの脱却のため、満鮮史の視点を再評価する動きがあるとしている。中野は満鮮史について、朝鮮と満洲の国境を相対化するため、現代の朝鮮史研究者が満鮮史研究から参考にすべきことは、一国史観から脱却する・一国史観にとらわれない視覚であるが、朝鮮史の自主的発展を過小評価する部分は、批判的に再検証する必要がある旨述べている。
田中隆一は、戦前の満鮮史が、植民地朝鮮のナショナリズムを押さえ込む役割を果たしのは事実であり、旗田が、朝鮮史は中国諸情勢の波動にすぎないという満鮮史を「ゆがめられた朝鮮史像」であり、「朝鮮民族の主体的発展」である朝鮮史像こそが「正しい朝鮮史像」であると厳しく満鮮史を批判したのは正当であるが、「しかしながらその結果として、戦後の朝鮮（近代）史研究は『一国史』的な色彩の強いものとなり、在満朝鮮人史研究などを除けば、『満州（国）』史研究との相互関係は省みられることが少なかった憾がある」と評する。
井上直樹は、高句麗史研究にあたって、一国史観にとらわれない「満鮮史的視座」「東北アジア的視座」は有用な視覚であり、現在の国境にとらわれることなく、巨視的な視点から高句麗を理解することが必要であり、満洲と朝鮮を一体的な空間として高句麗を把握しようとする満鮮史観は、高句麗を今日の国家という枠組みを超えて巨視的に理解して、高句麗が現代の国境を基準とする一国史的史観を克服するうえで、有効であると評する。井上は、満鮮史について以下のように述べている。
矢木毅は、満鮮史研究を高く評価しており、著作のなかで、満鮮史の代表的な著作を挙げ、戦前日本の満鮮史観は、満洲と朝鮮を一体とすることにより、朝鮮史の独自性を過小評価したあげく、満鮮一体を唱えることにより、結果的に日本の中国侵略を歴史学的に背中を押したと批判されているが、戦前の研究者には、一定の時代的な制約が加わっているのは当然であろうとして、満鮮史を「その研究成果は以後の歴史研究の基準となり、今日広く用いられている譚其驤主編『中国歴史地図集』全8冊（1982年〜1987年、上海、地図出版社）、『中国歴史地図集釈文匯編・東北巻』（1988年、北京、中央民族学院出版社）などにも多くの面でその研究成果が受け継がれている」「拙著の記述などはその糟糠を嘗めているにすぎない」と高く評価している。また、戦後日本の朝鮮史研究を「朝鮮史を朝鮮半島の枠組みのなかに閉じ込めてしまった」として、戦後世代の朝鮮史研究者にとって、満鮮史研究者が残した膨大な学問的成果を批判的に継承して、乗り越えるのは容易ではない、と述べている。